# Zboriv
Zboriv (in ucraino Зборів?; in polacco Zborów; in russo Зборов?) è una città dell'Ucraina (6621 abitanti) situata nel distretto di Ternopil', nell'oblast' di Ternopil'. Ospita l'amministrazione della comunità territoriale di Zboriv, una delle comunità territoriali dell'Ucraina.
Fino al 18 luglio 2020 Zboriv era il centro amministrativo del distretto di Zboriv, abolito come parte della riforma amministrativa dell'Ucraina, che ha ridotto a tre il numero dei distretti dell'oblast' di Ternopil'. L'area del distretto di Zboriv è stata trasferita al distretto di Ternopil'.